# Nolina arenicola
Nolina arenicola ist eine Pflanzenart der Gattung Nolina in der Familie der Spargelgewächse (Asparagaceae). Englische Trivialnamen sind „Sand Sacahuista“, „Sand Beargrass“ und „Trans-Pecos Beargrass“.

## Beschreibung
Nolina arenicola wächst stammlos, ist rhizomatös und bildet robuste Horste bis 1,5 m Durchmesser. Die variablen, grasähnlichen, kräftigen, grünen, konkave-konvexen Laubblätter sind 100 bis 200 cm lang und 3 bis 14 mm breit. Die Blattränder sind fein gezahnt. Der in den Blättern beginnende verzweigte Blütenstand wird 0,5 bis 1 m lang. Die weißen bis grünfarbenen Blüten sind 2,5 bis 3 mm lang. Die Blühperiode reicht von Juni bis August.
Die in der Reife holzigen Kapselfrüchte sind 4 bis 7 mm lang und breit. Die braunen, kugelförmigen Samen sind 3,5 bis 6 mm im Durchmesser.
Nolina arenicola ist bis minus 14 °C frosthart. Sie ist kaum bekannt.

## Verbreitung und Systematik
Nolina arenicola ist endemisch in einem begrenzten Gebiet im US-Bundesstaat Texas in Höhenlagen von 1200 bis 1300 m. Sie ist extrem selten. Sie wächst in sandigem Substrat auf flachen Hügeln und ist mit Yucca elata vergesellschaftet.
Nolina arenicola ist Mitglied der Sektion Erumpentes innerhalb der Gattung Nolina. Das Erscheinungsbild ähnelt Nolina texana, jedoch bildet sie robuste, große Horste. Ein weiterer Vertreter der Sektion Erumpentes, die im Norden von Texas vorkommende Nolina micrantha, ist insgesamt kleiner als Nolina arenicola.
Die Erstbeschreibung erfolgte 1968 durch Donovan Stewart Correll.

## Bilder

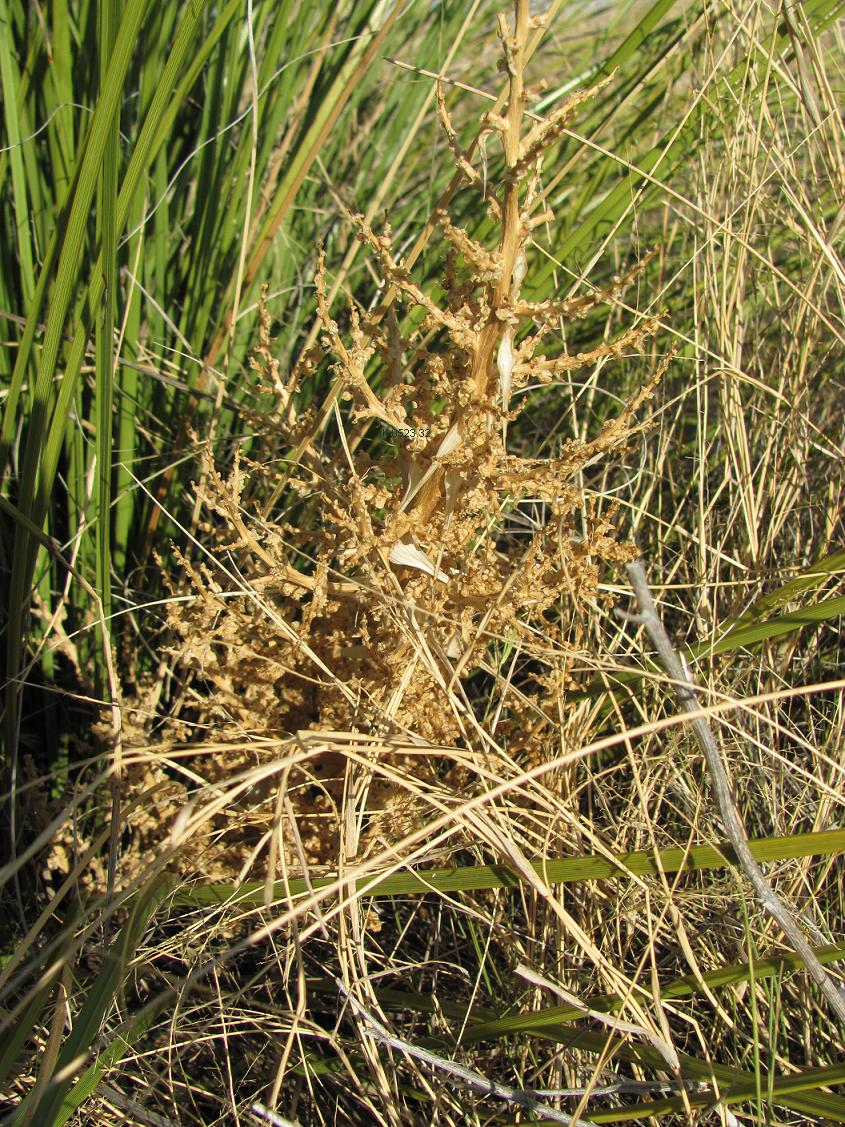
Mit Blütenresten
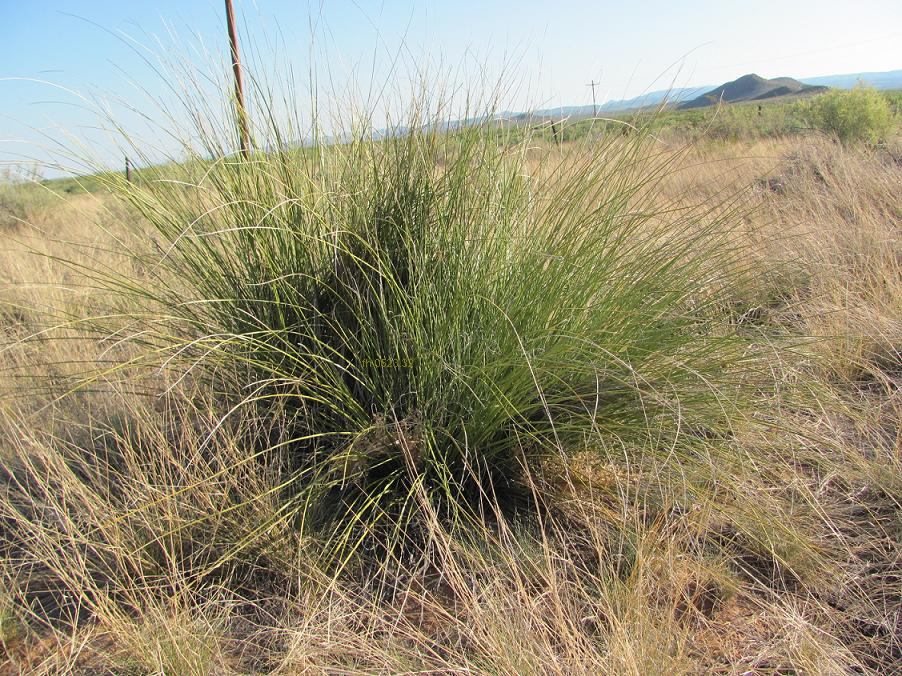
Ende Juni in Texas

## Nachweise